# Gerald Everett
Gerald Rashad Everett (Atlanta, Georgia, 25 de junio de 1994) más conocido como Gerald Everett, es un jugador profesional estadounidense de fútbol americano que se desempeña en la posición de tight end en Chicago Bears, equipo de la National Football League (NFL).

## Carrera
Fue seleccionado en la segunda ronda en la Reunión Anual de Selección de Jugadores de la NFL de 2017. Hizo su debut profesional con el equipo Los Angeles Rams, en el cual jugó cuatro temporadas (2017-2021), después pasó a Seattle Seahawks (2021-2022), luego a Los Angeles Chargers, donde jugó dos temporadas, en 2024 se cambió a Chicago Bears.